# Fluorizzazione dell'acqua
La fluorizzazione dell'acqua è una pratica che consiste nell'aggiungere o sottrarre dall'acqua ioni fluoro al fine di mantenere una concentrazione di fluoro tale da diminuire l'incidenza di malattie dentarie (carie e fluorosi) nella popolazione.
La pratica è utilizzata in diversi paesi del mondo, ed è molto diffusa nel Nord America e in Australia; si stima in particolare che il 66% dei rifornimenti idrici statunitensi contenga acqua fluorurata. 

## Storia

### Lamacchia del Colorado
L'uso del fluoruro per la prevenzione della carie dentale è stato ampiamente discusso nel XIX secolo in Europa, grazie alle ricerche condotte dal dottor Frederick McKay, dal dottor F. Smith e dal dottor G. Black, che sollecitarono la comunità medico-dentistica ad aprire uno studio sull'allora conosciuta "Macchia del Colorado". Nel 1908, dopo avere visitato 2945 bambini, Smith e Black evidenziarono che un'elevata percentuale di pazienti (per l'esattezza l'87,5%) mostrava decolorazioni o chiazze sulla superficie dei denti. Tutti i bambini affetti da queste chiazze provenivano dalla regione di Colorado Springs, vicino al monte Pikes Peak. Malgrado le strane chiazze, questi bambini dimostravano di avere meno carie di quelli non affetti da questi problemi di colorazione. McKay portò questo problema all'attenzione dell'odontoiatra Greene Vardiman Black, facendo crescere l'interesse relativo a questo fenomeno.

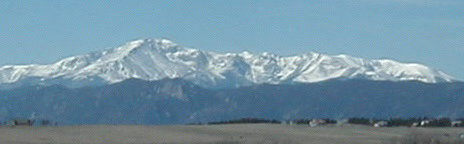
Il monte Pikes Peak nel Colorado, visto da Est.

Le ipotesi iniziali sulla maculatura che affliggeva la popolazione autoctona, furono molte: teorie sulla malnutrizione, consumo eccessivo di carne suina e di latte, esposizione al radio, malattie infantili diffuse e mancanza di calcio nelle acque locali.

### I casi di fluorosi

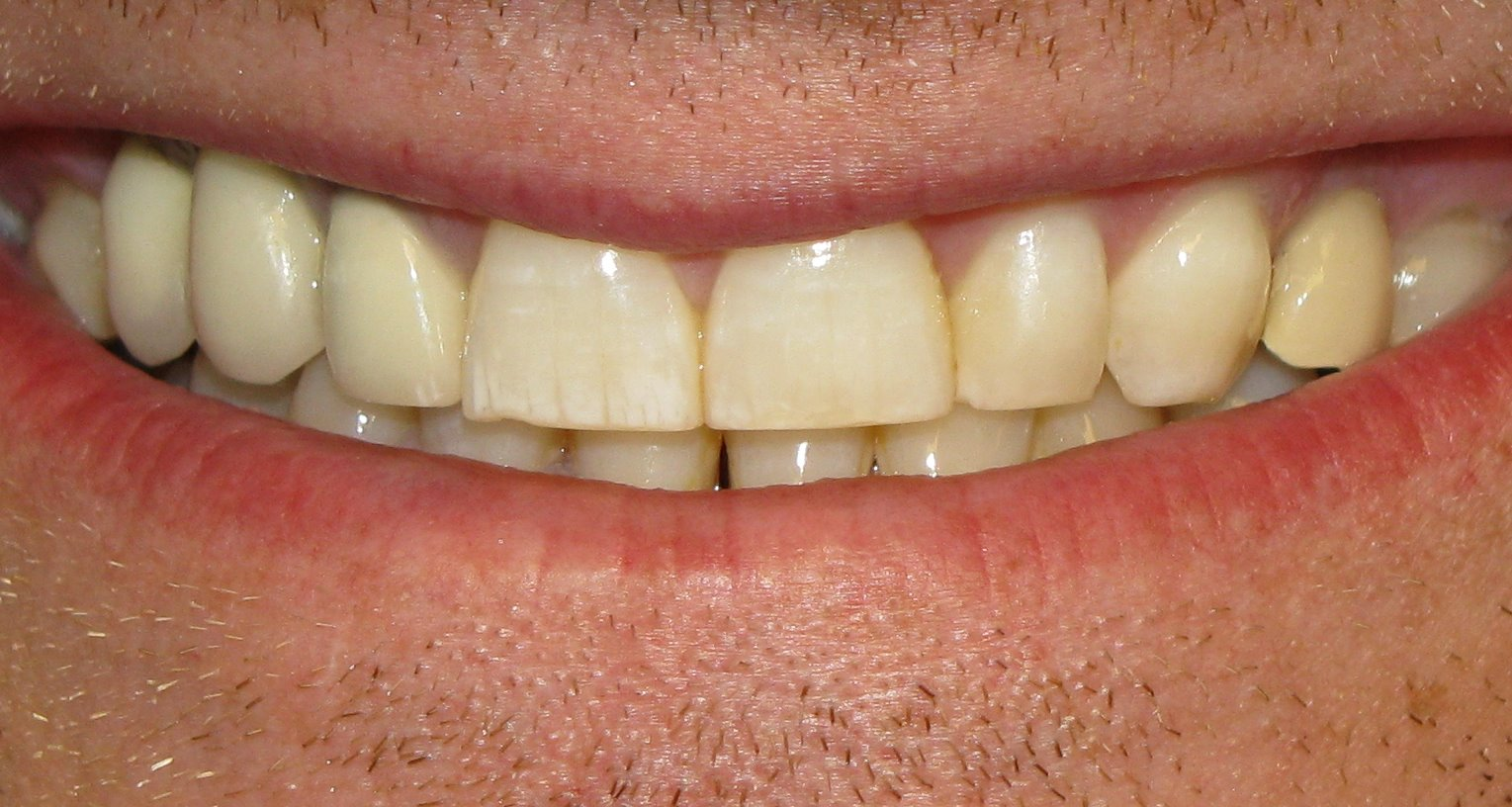
Denti affetti da lieve fluorosi, indicata da striature biancastre sullo smalto.

Seguirono diversi studi tra il 1920 e il 1930 per mettere in relazione la concentrazione di fluoro nell'acqua con la prevenzione o l'insorgenza di malattie dentarie; tali studi mostrarono che aumentando la concentrazione di fluoro nell'acqua si assisteva ad una diminuzione dell'insorgenza della carie nei bambini, ma allo stesso tempo si assisteva ad un aumento del numero di pazienti che presentavano decolorazioni e chiazze sui denti. Inoltre per concentrazioni maggiori di circa 1 mg/L (cioè 1 ppm) all'aumentare della concentrazione di fluoro non si aveva nessuna ulteriore diminuzione dell'insorgenza della carie dentaria, per cui il valore di 1 mg/L è stato considerato come valore ottimale per quanto concerne la salute dentaria.
In particolare da alcuni studi del 1931 i ricercatori conclusero che la causa del fenomeno era l'alta concentrazione (fino a 2-13,7 ppm) degli ioni di fluoro nell'acqua potabile della regione, mentre nelle zone con concentrazioni minori (1 ppm o inferiore) non risultavano casi di maculature. La causa di questa concentrazione così elevata di fluoro nelle acque è la presenza di formazioni rocciose (Peak Mountain) contenenti un minerale, la criolite, costituito principalmente da fluoruri. Il perpetuarsi di precipitazioni atmosferiche in questa zona ha solubilizzato il minerale portandolo nei fiumi della regione, arricchendo le falde acquifere di questi composti.

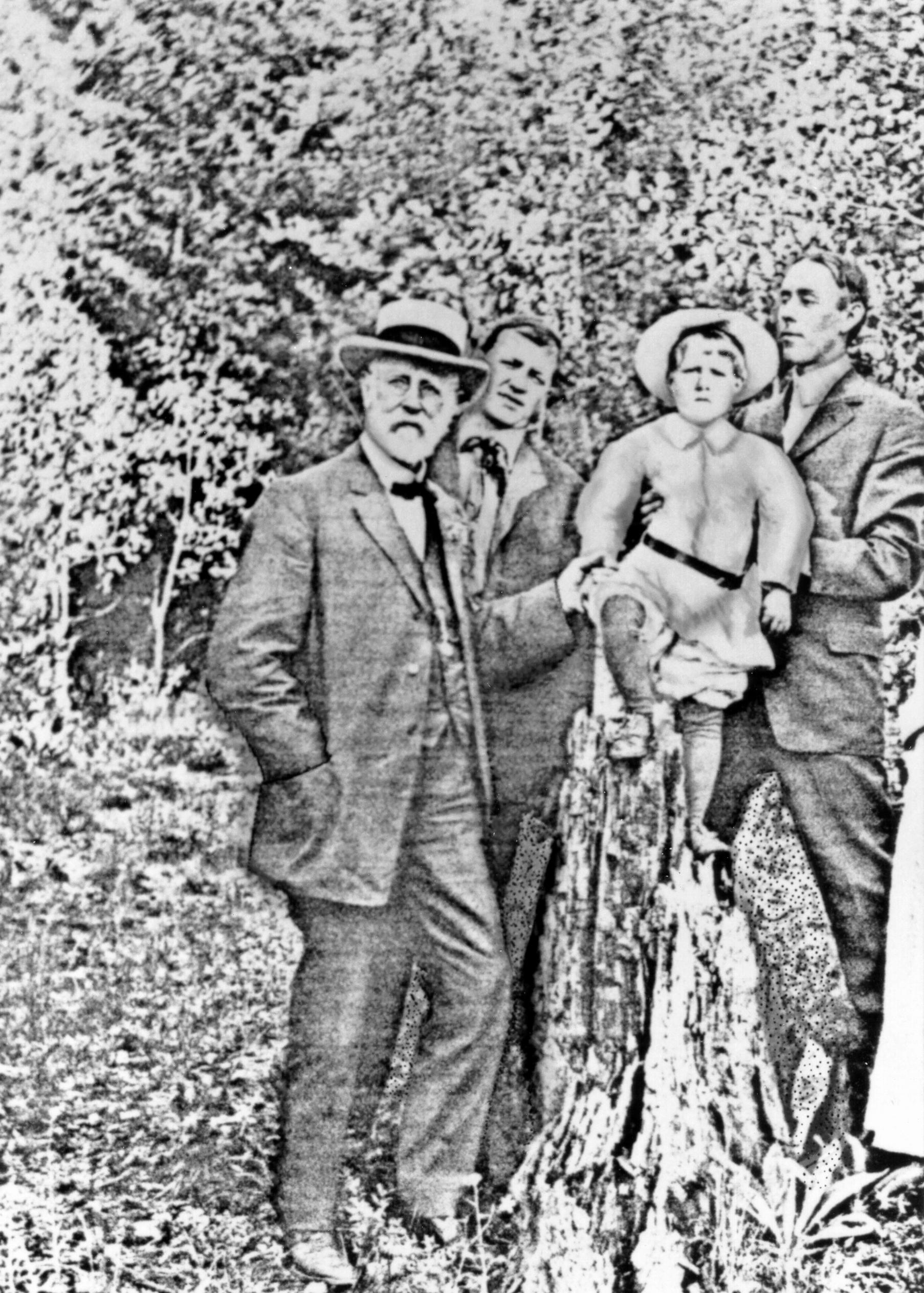
Il dottor Greene Vardiman Black (a sinistra) e il collega McKay (a destra), durante le ricerche sulla "Macchia del Colorado"

Essendo associata ad un'elevata assunzione di fluoro, la patologia descritta da McKay venne dunque chiamata "fluorosi".

### Gli studi sulla sicurezza per la salute
Altre ricerche sono state svolte per determinare con maggiore precisione il livello di concentrazione di fluoro sicuro per la salute ed al contempo efficace per prevenire l'insorgenza di carie dentali. In particolare nel 1934 fu condotto uno studio al riguardo da Henry Trendley Dean, funzionario del servizio sanitario pubblico degli Stati Uniti. La sua ricerca sul fluoro fu pubblicata nel 1942 e includeva la valutazione di circa 7000 bambini di 21 città del Colorado, dell'Illinois, dell'Indiana e dell'Ohio. Lo studio si concluse stabilendo che il livello ottimale del fluoruro in grado di minimizzare il rischio di fluorosi grave e di prevenire la carie dentaria è di 1 ppm.
Il dottor Gerard Judy Cox effettuò un esperimento nel 1939, suggerendo l'aggiunta di fluoruro nell'acqua potabile (o in altri prodotti quali il latte, l'acqua in bottiglia e i dentifrici) per il miglioramento della salute orale. Nel 1937, Henry Klein e Carroll E. Palmer, cercarono di comprendere come la fluorizzazione proteggesse le cavità dentali dall'azione delle carie. In seguito si effettuò una rielaborazione dei loro studi da parte di una squadra del servizio pubblico sugli esami dentali, condotto sui bambini statunitensi di origini indiane.
Verso la metà degli anni quaranta, furono intrapresi degli studi in cui i ricercatori accoppiarono varie città soggette alla fluorizzazione e non, per verificare a lungo termine il miglioramento della salute dentale dei cittadini. Il primo accoppiamento fu tra Muskegon e Grand Rapids nel Michigan, quest'ultima è stata la prima città nel mondo ad adottare la fluorizzazione dell'acqua, il (25 gennaio 1945), per migliorare la salute dentale. Kingston fu accoppiata con NewBurgh, entrambe a New York., Oak Park con Evanston entrambe nell'Illinois, successivamente Sarnia e Brantforf nell'Ontario, in Canada. La ricerca confermò che nelle città soggette alla fluorizzazione dei rifornimenti idrici si assiste a una minore incidenza della carie.
Il livello ottimale di concentrazione di fluoro nell'acqua fu aggiustato nel 1962 dall'USPHS portandolo a 0,7 mg/L nelle zone più calde e 1,2 mg/L nelle zone più fredde. Tale aggiustamento venne svolto in modo da tenere conto del differente consumo giornaliero di acqua. Nell'ambito dello stesso studio, l'USPHS raccomandò di non utilizzare acqua che abbia una concentrazione che superi di due volte il livello ottimale.

## Modalità di realizzazione

### Aggiunta di fluoro

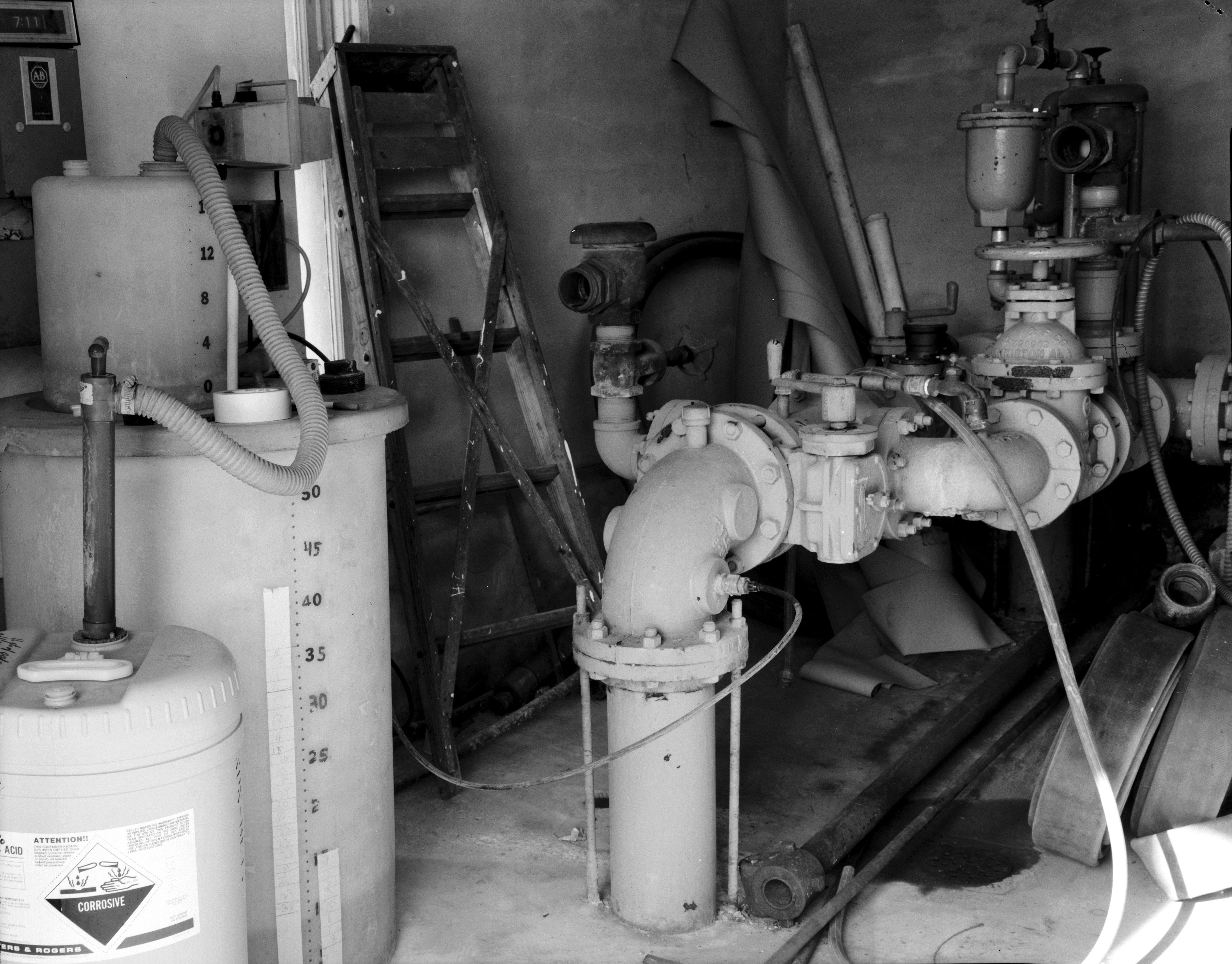
Fluorizzazione dell'acqua in corrispondenza di un pozzo nel Minnesota.

Il fluoro viene aggiunto all'acqua sotto forma di fluoruri che si dissolvono nell'acqua sotto forma di ioni fluoro (F-) e altri ioni che dipendono dal particolare composto utilizzato.
I fluoruri che vengono aggiunti all'acqua, in quantità comprese tra 0,7 e 1,2 ppm, sono soprattutto tre:
- il fluorosilicato di sodio
- il fluoruro di sodio, più costoso ma di facile impiego
- l'acido fluorosilicico, prodotto secondario derivante dalla produzione di fertilizzanti, accessibile a basso costo.[16][17]

Sono stati scelti tali composti in quanto hanno un'elevata disponibilità, sono facilmente solubili in acqua e sono considerati sicuri per la salute.
L'aggiunta di tali composti può essere svolta in maniera manuale o automatica e tiene conto della concentrazione di fluoro naturalmente presente nell'acqua, in modo tale che la somma del fluoro naturalmente presente e del fluoro aggiunto sia pari ai livelli ottimali. In ogni caso, la quantità di fluoro aggiunto deve essere misurata attraverso l'utilizzo di flussimetri.
Sebbene i fluoruri vengono spesso aggiunti a monte dell'impianto di potabilizzazione dell'acqua, ciò risulta antieconomico in quanto in questa maniera il 10% dei fluoruri viene perso con gli scarichi generati durante il processo di flocculazione. Bisogna inoltre tenere conto del fatto che il fluoro reagisce con la calce (utilizzata per abbattere la durezza dell'acqua), per cui è bene introdurre i fluoruri in un punto dell'impianto successivo al trattamento con calce.
Gli impianti di trattamento dell'acqua hanno inoltre l'obbligo di registrare ogni giorno e alla stessa ora la quantità di fluoro che è stata introdotta nell'acqua durante la giornata e la quantità di acqua trattata.

### Rimozione di fluoro
L'eliminazione del fluoro dall'acqua viene invece generalmente attuata filtrandola con carbone animale.

## Nel mondo
80–100%
     60–80%
     40–60%
     20–40%
       1–20%
     < 1%
     dati non disponibili

Percentuale della popolazione che riceve un livello ottimale di fluoro:
80–100%
60–80%
40–60%
20–40%
1–20%
< 1%
dati non disponibili

Il governo del Sudafrica sostiene ufficialmente la fluorizzazione dei rifornimenti idrici. Nel Brasile, circa il 45% delle città ha un rifornimento idrico fluorurato. Gli studi di governo hanno segnalato una diminuzione delle carie sulla popolazione tra il 40% e l'80%.
Nel Cile il 70,5% della popolazione riceve l'acqua fluorurata (10,1 milioni registrati, 604.000 nei rifornimenti naturali). Israele ha adottato la fluorizzazione a partire dal 1981: secondo dati del 2002, più di 2 milioni di persone ricevono acqua fluorurata (approssimativamente 1/3 della popolazione).

### Americhe

#### Stati Uniti d'America
Nel maggio del 2000, 42 delle 50 metropoli statunitensi utilizzano il sistema della fluorizzazione. Secondo uno studio del 2002, il 67% degli americani sta consumando acqua fluorizzata. A partire dal 2001, si è stabilito che il 75% della popolazione riceve acqua fluorurata. Una base della ricezione dei dati del CDC ha appurato che la fluorizzazione dell'acqua sta avvenendo anche nelle acque interne ed esterne degli USA.
Nel 1998, il 70% della popolazione ha partecipato ad un'indagine eseguita dall'ADA, rispondendo che l'acqua che si consuma ogni giorno è fluorurata, mentre solo il 18% ha risposto con indecisione o negazione sull'argomento.
L'emissione ai rifornimenti idrici del fluoruro è controllato periodicamente dagli enti pubblici territoriali. Per esempio, l'8 novembre 2005, i cittadini di Mt. Pleasant nel Michigan hanno votato 63% a 37% per la reintegrazione della fluorizzazione dell'acqua potabile dopo che un'iniziativa alle schede elettorali del 2004 fece cessare la fluorizzazione dell'acqua nella città. Contemporaneamente alle urne di Xenia e a Springfield nell'Ohio, a Bellingham e a Tooele, è stata rifiutata la fluorizzazione.
Il costo della fluorizzazione nei rifornimenti idrici degli Stati Uniti è stato studiato. Nelle città con popolazione inferiore ai 50.000 abitanti, la fluorizzazione costa 31 centesimi di dollaro a persona all'anno. Il costo aumenta a 2,12 dollari a persona nelle città con una popolazione inferiore ai 10.000 abitanti.

#### Canada
La fluorizzazione si trova solitamente nelle città con governi provinciali. Brantford, nell'Ontario è stata la prima città canadese ad adottare la fluorizzazione dei rifornimenti idrici, nel 1945. Nel 1955, Toronto ha approvato la fluorizzazione dell'acqua, ma questo processo è stato posticipato nel 1963 dopo una campagna contro il trattamento idrico avvenente dal distributore a spaglio Gordon Sinclair. La città continua ancora oggi la fluorizzazione delle proprie acque.
Ci sono state diminuzioni della quantità di fluoruro utilizzato, poiché c'è stato un abbassamento da 1 a 0.8 - 0.6 magnesii a litro. Storicamente, la Columbia Britannica è stata la provincia con la minor percentuale della popolazione ricevente l'acqua fluorurata. Montréal è l'ultima metropoli canadese per la ricezione di fluoruro nelle proprie acque. Al 2006 circa il 40% della popolazione canadese riceveva l'acqua fluorurata.

### Europa
La maggior parte del rifornimento idrico europeo non è soggetto alla fluorizzazione.
A proposito delle acque minerali, una Direttiva del 2003, la 2003/40/CE, impone di indicare le concentrazioni di fluoro superiori a 1,5 milligrammi/litro. Non impone però un limite alla concentrazione di fluoro che può essere presente nelle acque in commercio.
Il limite massimo consigliato dall'Organizzazione mondiale della sanità (OMS) è di 1,5 milligrammi/litro.

#### Irlanda
L'Irlanda è l'unico stato dell'Unione europea in cui la fluorizzazione è obbligatoria a partire dal 2007.

#### Regno Unito
Nel Regno Unito il 10% della popolazione riceve l'acqua fluorurata - tra le città più importanti: Birmingham e Newcastle upon Tyne.
Dopo una consultazione sulla salute orale nell'infanzia, la Scozia ha mantenuto la legislazione vigente permettendo che i servizi sanitari richiedano la fluorizzazione del rifornimento idrico.

#### Francia
La Francia è contraria alla fluorizzazione del proprio rifornimento idrico. Molteplici "prodotti chimici" incluso il fluoro sono esclusi dalla "Lista dei prodotti chimici per il trattamento dell'acqua potabile". Ciò è stato stabilito in seguito alle considerazioni fatte dall'EDP il 25 agosto del 2000, Tuttavia, è consentito l'uso su larga scala del sale fluorurato.

#### Germania
La Germania non consente la fluorizzazione dell'acqua potabile, come stabilito dal ministro federale tedesco della salute. La legge tedesca permette delle eccezioni riguardo al divieto della fluorizzazione (esempio: l'esperimento di Cassel-Wahlershausen negli anni cinquanta). Un convegno del 1999, voluto dal Ministero della sanità, ha emesso un permesso generale riguardo alla fluorizzazione dell'acqua potabile, per i problemi riguardanti la natura problematica del farmaco ory (Gerda Hankel-Khan, ambasciata della Repubblica Federale tedesca, il 16 settembre 1999). Tuttavia, l'esperienza indica che le opinioni al riguardo cambiano col funzionario in carica. La Germania ha in comune con Francia e Svizzera l'uso del sale fluorurato.

#### Italia
In Italia non è mai stata praticata la fluorizzazione artificiale dell'acqua.
Sebbene l'assunzione di fluoro sia consigliata dai medici per i pazienti in età pediatrica, al momento non esistono leggi in tema; l'unica disposizione è il d.lgs. 2 febbraio 2001 n. 31, che recepisce la direttiva dell'Unione Europea 98/83/CE. Il decreto stabilisce in 1.5 mg/l la concentrazione massima di fluoro nelle acque potabili, conformemente a quanto indicato nella direttiva.
I terreni di origine vulcanica sono caratterizzati dalle più alte concentrazioni di fluoro esistenti in natura. In Italia, sono stati misurati valori superiori alla norma nei comuni circostanti il Vesuvio, in alcune zone del Lazio e dei Castelli Romani.

#### Norvegia
Nel 2000, i rappresentanti dell'Istituto Nazionale Norvegese per la sanità pubblica hanno riferito che nessuna città in Norvegia praticava la fluorizzazione dell'acqua. Ci fu un'intensa discussione della questione intorno al 1980, chiusa solamente nel 2000.

#### Svizzera
In Svizzera sono iniziati due programmi sulla fluorizzazione nel 1962: il primo per avviare la fluorizzazione nella città di Basilea (tramite l'uso di sale fluorurato), il secondo per installare impianti di fluorizzazione dell'acqua nel resto della Svizzera (l'83% della popolazione avrebbe dovuto avere acqua fluorurata). Tuttavia è diventato sempre più difficile mantenere in esecuzione questi due programmi perché la popolazione di Basilea si è trovata ad usare sia il sale fluorurato sia l'acqua corrente fluorurata. Per correggere questa situazione critica (rischio di eccessivo apporto di fluoro), nell'aprile 2003, il Parlamento svizzero ha acconsentito alla cessazione della fluorizzazione dell'acqua corrente per la sola espansione della fluorizzazione del sale a Basilea.

#### Svezia
La fluorizzazione dell'acqua è vietata in Svezia.

### Oceania

#### In Australia
L'Australia ha dichiarato che la fluorizzazione non è attiva solamente nel Queensland, dove è sotto il controllo dell'ente pubblico territoriale. La città di Geelong, ad ovest di Melbourne, non riceve acqua fluorurata. Ciò malgrado, i rifornimenti di Melbourne siano completamente fluorurati, anche Brisbane, attualmente non aggiunge fluoruro all'acqua potabile. La prima città australiana ad avere un sistema di fluorizzazione è stata Beaconsflied, in Tasmania, nel 1953.

#### Nuova Zelanda
In Nuova Zelanda quasi tutto il rifornimento idrico è soggetto alla fluorizzazione, tranne quelle zone distanti dalle aree metropolitane e piccoli borghi e/o città. L'uso della fluorizzazione dell'acqua è stato consentito per la prima volta ad Hastings nel 1954. Una Commissione d'inchiesta tenutasi nel 1957 ha fatto aumentare vertiginosamente l'uso della fluorizzazione nell'intero paese, l'apice si è avuto nella metà degli anni sessanta.

## Il ruolo nelle teorie del complotto

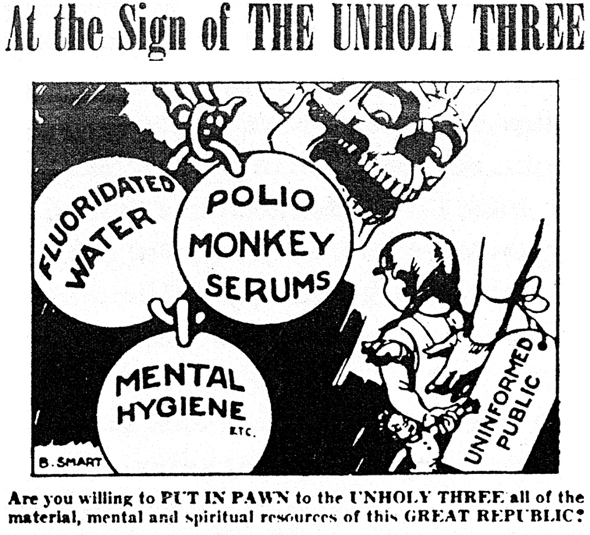
Un volantino degli anni '50-'60, in cui la fluorizzazione dell'acqua viene presentata come una minaccia introdotta dai comunisti.

A partire dagli anni '50, la pratica della fluorizzazione dell'acqua è criticata dai fautori delle teorie del complotto, secondo i quali sarebbe da evitare perché un'elevata assunzione di fluoro causerebbe vari danni all'organismo ed all'intelletto umano. A supporto di tale tesi i complottisti asseriscono che gli studi scientifici evidenziano che tale pratica sia non efficace o addirittura dannosa per la salute umana, poiché secondo alcuni studiosi un'elevata concentrazione di fluoro provocherebbe sterilità.
Alcune fonti sostengono che la fluorizzazione dell'acqua sarebbe inoltre stata utilizzata dai nazisti durante la seconda guerra mondiale come metodo di assoggettamento delle menti umane e da alcuni governi comunisti dell'Unione Sovietica, nella quale avrebbe avuto un ruolo centrale in un piano segreto per distruggere gli Stati Uniti d'America.